# Тастандиев, Таир Буркутбаевич
Таир Буркутбаевич Тастандиев (20.03.1924, Казахстан, Жамбылская область, Жуалынский район, село Кызыларык — 08.09.1974, Жамбылская область, Жуалынский район, село Кызыларык) — наводчик станкового пулемёта; командир стрелкового отделения 72-го гвардейского стрелкового полка 24-й гвардейской стрелковой дивизии; заряжающий 76-миллиметрового орудия 56-го гвардейского стрелкового полка 19-й гвардейской стрелковой дивизии, гвардии сержант.

## Биография
Родился 20 марта 1924 года в селе Кзыл-Арык Джувалинского района Джамбульской области Республики Казахстан в крестьянской семье. Казах. Окончил 10 классов. Работал в колхозе.
В Красной Армии и на фронте в Великую Отечественную войну с августа 1942 года.
Наводчик станкового пулемёта 72-го гвардейского стрелкового полка гвардии сержант Таир Тастандиев 26 ноября 1944 года в бою за высоту южнее латвийского посёлка Рудбаржи Кулдигского района, гранатами разбил пулемётную точку и первым ворвался в населённый пункт, увлекая за собой бойцов. За мужество и отвагу, проявленные в боях, 8 февраля 1945 года гвардии сержант Тастандиев Таир Буркутбаевич награждён орденом Славы 3-й степени.
Командир стрелкового отделения 72-го гвардейского стрелкового полка гвардии сержант Таир Тастандиев 29 января 1945 года в бою в 6-и километрах северо-западнее столицы Восточной Пруссии города Кенигсберг захватил с подчинёнными два вражеских пулемёта, истребив их расчёты, чем способствовал продвижению роты. За мужество и отвагу, проявленные в боях, 12 марта 1945 года гвардии сержант Тастандиев Таир Буркутбаевич повторно награждён орденом Славы 3-й степени. 
Заряжающий 76-мм орудия 56-го гвардейского стрелкового полка гвардии сержант Таир Тастандиев с вверенным ему расчётом при прорыве обороны противника северо-западнее населённого пункта Метгеттен 6 апреля 1945 года метким огнём проделал проходы в проволочном заграждении врага, обеспечивая пехоте успех в атаке. 8 апреля 1945 года в том же районе гвардии сержант Таир Тастандиев был контужен, но продолжал вести бой в составе орудийного расчёта. За мужество и отвагу, проявленные в боях, 11 апреля 1945 года гвардии сержант Тастандиев Таир Буркутбаевич в третий раз награждён орденом Славы 3-й степени.
Указом Президиума Верховного Совета СССР от 19 августа 1955 года за образцовое выполнение заданий командования в боях с немецко-вражескими захватчиками гвардии сержант запаса Тастандиев Таир Буркутбаевич перенаграждён орденом Славы 2-й степени.
Указом Президиума Верховного Совета СССР от 19 августа 1955 года за образцовое выполнение заданий командования в боях с немецко-вражескими захватчиками гвардии сержант запаса Тастандиев Таир Буркутбаевич перенаграждён орденом Славы 1-й степени, став полным кавалером ордена Славы.
В 1945 году Т. Б. Тастандиев демобилизован. Вернулся в родное село Кзыл-Арык. Работал в колхозе. Член ВКП/КПСС с 1946 года. С 1953 года — председатель Исполнительного комитета Актюбинского сельского Совета. Скончался 8 сентября 1974 года.
Награждён орденами Славы 1-й, 2-й и 3-й степени, медалями.
Именем полного кавалера ордена Славы Т. Б. Тастандиева названа одна из улиц в его родном селе Кзыл-Арык.